# Stunt Cycle
Stunt Cycle est un jeu vidéo d'arcade développé par Atari et sorti en 1976. On y incarne un pilote de moto-cross. Le jeu est accueilli par une borne spécifiquement conçue, qui comporte une imitation de guidon. Celui-ci dispose de poignées rotatives, permettant de modifier la vitesse du joueur à l'écran.

## Système de jeu
L'écran affiche trois pistes disposées l'une au-dessus de l'autre, reliées par deux tuyaux imprimés sur la vitre. La moto du joueur avance toute seule, d'abord de gauche à droite, changeant de sens à chaque transition entre deux pistes. La troisième et dernière piste présente une rangée d'autobus encadrée par deux rampes. Le but du jeu est de moduler sa vitesse pour que la moto saute au-dessus de l'obstacle et effectue un atterrissage réussi. En sortie de la troisième piste, le joueur réapparaît au début de la première, et le processus se répète jusqu'à ce que la moto tombe ou atterrisse entre les deux rampes (sachant que la rangée d'autobus s'allonge au fur et à mesure que le joueur progresse).
Le joueur peut seulement freiner et accélérer (avec les poignées du guidon). Une accélération excessive peut donner lieu à une roue arrière, à un retournement de la moto et à un accident. La vitesse est conservée d'une piste à l'autre.

## Historique
Depuis peu sous le contrôle de Warner, Atari choisit le thème du jeu pour tirer profit de l'importante popularité d'Evel Knievel dans les années 1970,,,. Le jeu sort en 1976. Un portage, dont le nom de code est Stunt Debbie, est développé sur une console dédiée, et sort en 1977. La console subit de plein fouet la sortie très rapprochée de la Fairchild Channel F et de l'Atari VCS, et l'effondrement du marché des consoles dédiées.

## Fiche technique
- Orientation : paysage
- Écran : cathodique 19″
- Graphismes : matriciels noir et blanc
- Son : mono amplifié (un canal)[5]

## Portages

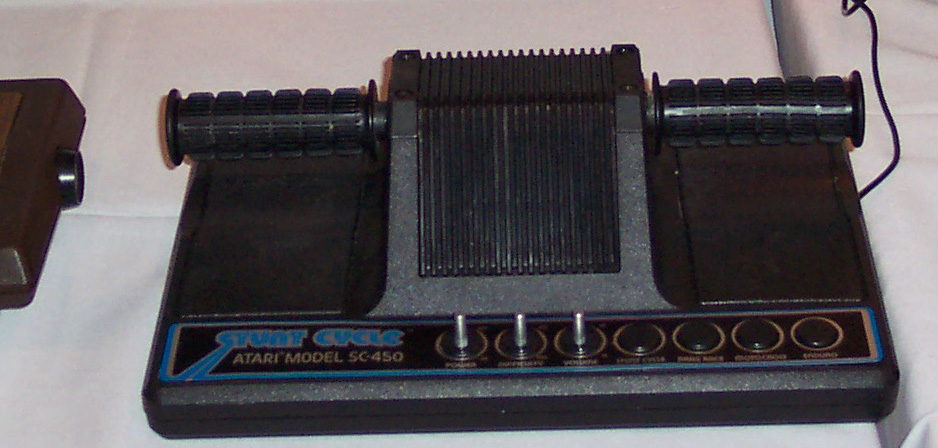
Console dédiée Atari Stunt Cycle

Le jeu a été porté sur deux consoles dédiées en 1977. La console Stunt Cycle d'Atari, aussi appelée SC-450, permet de jouer à un portage du jeu, ainsi qu'à trois versions alternatives : Motocross, Enduro et DragRace. Elle est basée sur la puce AY-3-8760 de General Instrument. Comme la borne d'arcade, la console dispose d'un guidon. Le joueur peut sauter jusqu'à 32 bus (contre 27 dans la version arcade). Le score est affiché, et les graphismes sont en couleur. Le jeu est globalement identique à sa version arcade.
La série Tele-Games du distributeur Sears comprend également une console similaire, la Motocross Sports Center IV, qui en plus des 4 variantes précitées de Stunt Cycle, embarque 16 jeux Pong et deux manettes Pong amovibles. Elle est basée à la fois sur la puce C010765, utilisée par Atari pour Pong, et la puce AY-3-8760.
En 1980, le développeur Bob Polaro (Atari) commence le développement d'un portage de Stunt Cycle sur Atari 2600. Le jeu est en couleurs. Quand il est terminé, l'entreprise décide de changer le thème du jeu pour la franchise Shérif, fais-moi peur (Dukes of Hazzard). La moto est changée en voiture, l'obstacle changé en lac, et la musique est tirée de la série télévisée. Le jeu souffre toutefois d'une erreur de conception : il est toujours possible de changer la vitesse de la voiture lorsqu'elle est en l'air. Le jeu reste un prototype, initialement censé être remplacé par un tout nouveau jeu basé sur la même franchise, mais qui ne sortira jamais non plus. En 2003, Bob Polaro auto-édite 50 copies du jeu.